# Исраэль ба-Алия
Исраэль ба-Алия (ивр. ישראל בעלייה‎, букв. Израиль на подъёме, сокр. ИБА) — израильская политическая партия, представляющая интересы репатриантов (преимущественно из стран бывшего СССР).

## История
Партия была образована перед выборами в кнессет 1996 года, на которых набрала 5,7 % голосов и получила 7 мест, став шестой по размеру партией страны. Представляла интересы многочисленной русскоязычной общины Израиля. Лидер — Натан Щаранский, занимал пост министра труда и промышленности в правительстве Биньямина Нетаньяху. Юлий Эдельштейн занимал пост министра абсорбции.
Перед выборами 1999 года депутаты Михаил Нудельман и Юрий Штерн вышли из состава ИБА и основали собственную фракцию «Алия», позже вошедшую в состав другой иммигрантской партии, «Исраэль Бейтейну». ИБА набрала 6 мандатов, став пятой партией по размеру, и вошла в правительство Эхуда Барака, в котором Щаранский возглавил МВД, а Марина Солодкина стала замминистра абсорбции. Вскоре после выборов партию покинули Роман Бронфман и Александр Цинкер, основавшие фракцию «Демократический выбор». ИБА вышла из состава правительства 11 июля 2000 года в связи с готовностью Барака обсуждать раздел Иерусалима на переговорах с палестинцами.
Вновь вошла в правительство Ариэля Шарона после выборов 2001 года, где Щаранский возглавил министерство строительства и стал вицепремьером, а Эдельштейн — замминистра абсорбции. «Исраэль ба-Алия» прекратила своё существование после неудачи на выборах 2003 года, на которых она получила всего два мандата. Щаранский уступил своё место в кнессете Эдельштейну, но оставался главой партии вплоть до её объединения с «Ликудом» в том же году, после чего он был назначен министром по делам Иерусалима, а Марина Солодкина вновь заняла должность замминистра абсорбции.